# Castillo Priego de Cordoba
Castillo Priego de Cordoba är ett slott i Spanien.   Det ligger i provinsen Province of Córdoba och regionen Andalusien, i den södra delen av landet, 300 km söder om huvudstaden Madrid. Castillo Priego de Cordoba ligger 650 meter över havet.
Terrängen runt Castillo Priego de Cordoba är kuperad. Runt Castillo Priego de Cordoba är det ganska glesbefolkat, med 45 invånare per kvadratkilometer. Närmaste större samhälle är Priego de Córdoba, 0,29 km sydväst om Castillo Priego de Cordoba. Trakten runt Castillo Priego de Cordoba består till största delen av jordbruksmark.